# درني (باكينجهامشير)
درني (بالإنجليزية: Dorney)‏ هي قرية و أبرشية مدنية تقع في المملكة المتحدة في إنجلترا.  يقدر عدد سكانها بـ 752 نسمة ومساحتها 5.45 كم2 .

## أعلام
- جيرمي كلايد
- روبرت سكوت